# Otto Torell (ingenjör)
Otto Martin Torell, född den 24 februari 1871 i Lund, död den 9 september 1954 i Stockholm, var en svensk ingenjör och företagsledare. Han var son till Otto Torell och far till Sven Torell.
Torell studerade till bergsingenjör vid Kungliga Tekniska högskolan 1890–1894. Han var extra geolog vid Sveriges geologiska undersökning 1893–1895, deltog i undersökningar i Sjangeli och Tarrekaise med flera orter 1894–1896 och var gruvingenjör vid Sulitelma gruvor i Norge 1897. Därefter började Torell arbeta för Société Anonyme des Mines et Fonderies de zinc de la Vieille Montagne, 1897–1900 vid gruvorna i Nenthead, Cumberland, England, 1900–1915 vid bolagets gruvor i Åmmeberg (zinkgruvan) och 1915–1948 som disponent och chef för bolaget Vieille Montagnes svenska egendomar. Han var ordförande i styrelsen för Motala ströms kraftaktiebolag 1915–1929 och verkställande direktör där 1924–1930. Torell blev riddare av Vasaorden 1927. Han vilar på Brännkyrka kyrkogård i Stockholm.